# The Terminator (jeu vidéo, 1990)
Ne doit pas être confondu avec The Terminator (jeu vidéo, 1992).
The Terminator est un jeu vidéo d'action-aventure sorti en 1990 sur DOS développée par Bethesda Softworks. Il est totalement différent de  The Terminator sortie en 1992 sur Super Nintendo et les plates-formes Sega,,,.